# Frontière entre l'Arizona et l'Utah
La frontière entre l'Utah et l'Arizona est une frontière intérieure des États-Unis délimitant les territoires de l'Utah au nord et de l'Arizona au sud.
Son tracé rectiligne sur une orientation est-ouest, suit le 37e parallèle nord de son intersection avec le 114e méridien ouest jusqu'au 109e méridien ouest, un quadripoint baptisé Four Corners.

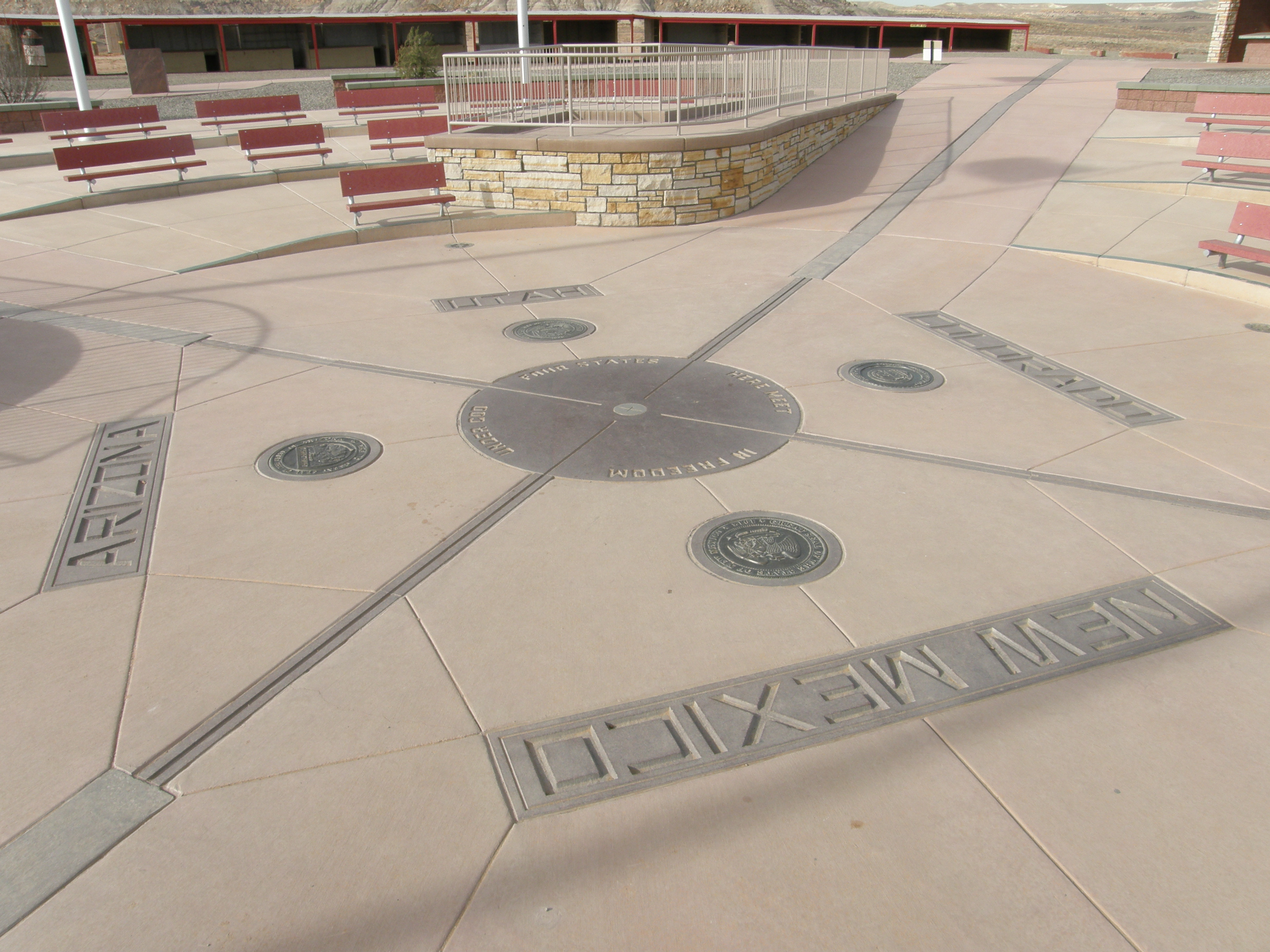
Vue du Four Corners Monument à la frontière entre l'Utah, l'Arizona, le Nouveau-Mexique et le Colorado.